# Groupe Atlantic
Groupe Atlantic er en fransk producent af VVS-produkter som vandvarmere, varmtvandsbeholdere og varmepumper. De har hovedkvarter i La Roche-sur-Yon, hvor virksomheden blev etableret af Paul Radat og Pierre Lamour i 1968. Groupe Atlantic driver virksomhed i 10 lande med over 20 fabrikker og ca. 6.500 ansatte.